# Coq au riesling
Pour les articles homonymes, voir Coq (homonymie) et Riesling.
Le coq au riesling (hàhn im riesling, en alsacien) est la version traditionnelle du coq au vin de la cuisine alsacienne, à base de vin blanc riesling d'Alsace.

## Ingrédients
Outre le coq et le riesling, cette recette est réalisée avec du beurre, des échalotes, des champignons, du marc d'Alsace, de la crème fraîche, ainsi que de la farine, sel et poivre.

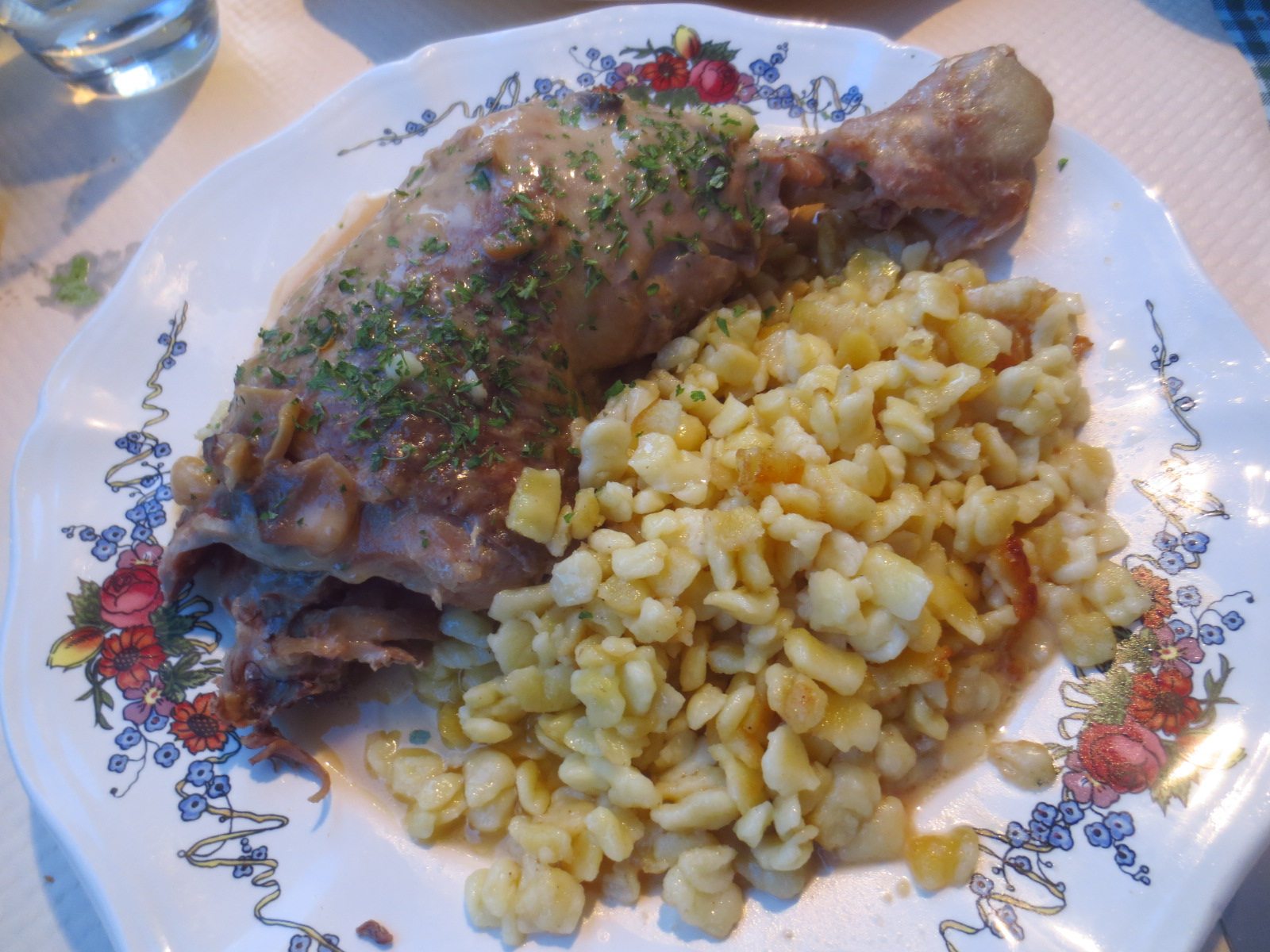
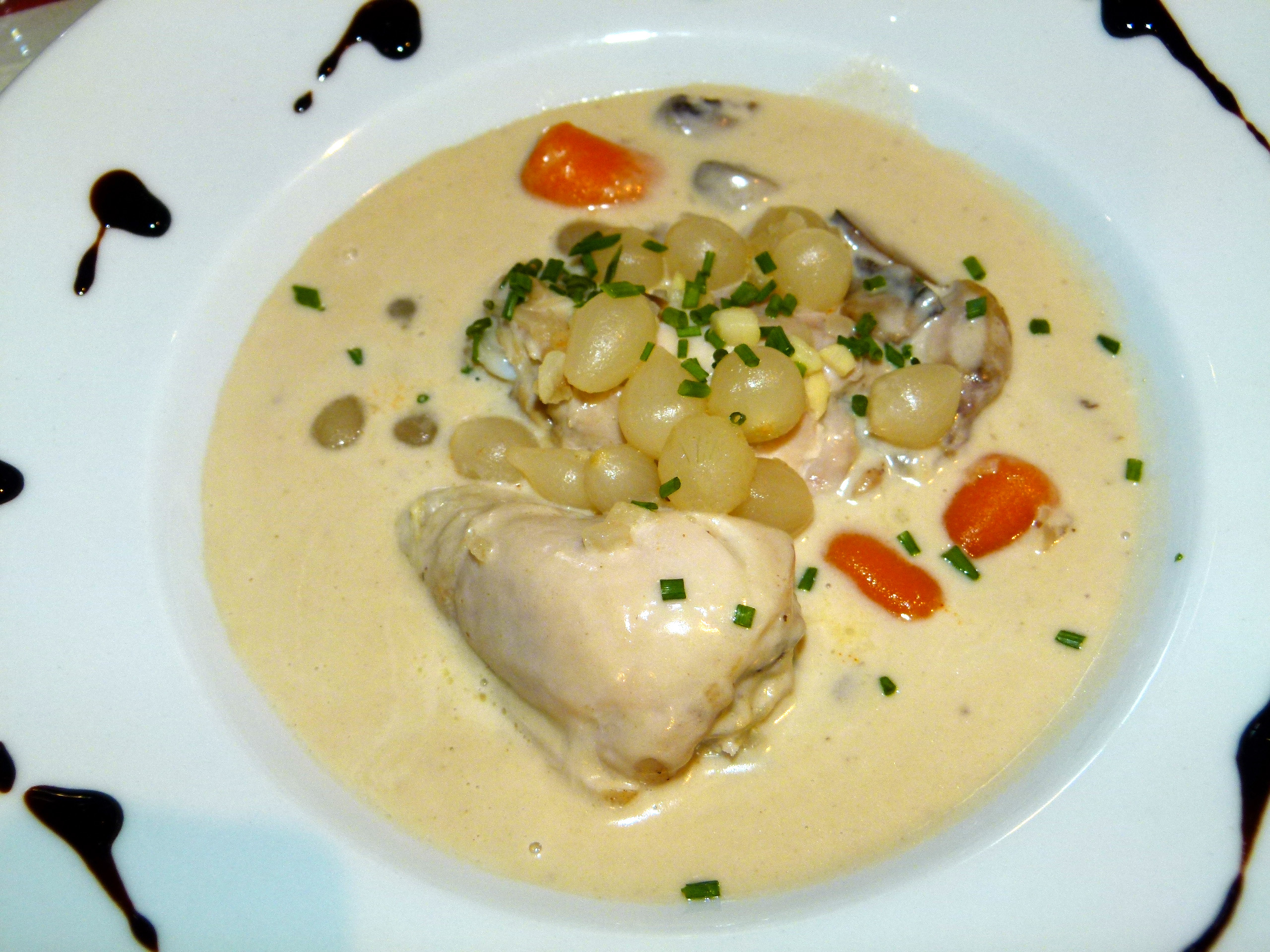

## Préparation
Le coq, coupé en morceaux, est mariné pendant 24 heures dans du riesling avec un bouquet garni. 
Les morceaux de coq assaisonnés sont revenus dans du beurre. Les échalotes sont ensuite ajoutées et le tout est flambé au cognac. Sont ensuite mis à cuire les champignons rejoints par la marinade au riesling. Quand l'ensemble a mijoté, les morceaux sont retirés afin de laisser réduire le fond de cuisson qui sera lié à la crème. La sauce peut être épaissie avec de la farine. Le coq au riesling peut être servi accompagné de pomme de terre, riz, nouilles, ou de spätzle,,,.

## Accord mets/vin
Cette recette se déguste traditionnellement avec un vin d'Alsace, riesling, ou pinot noir. 